# Amos Kipruto
Amos Kipruto (16 de septiembre de 1992) es un deportista keniano que compite en atletismo.
Ganó una medalla de bronce en el Campeonato Mundial de Atletismo de 2019, en la prueba de maratón. Obtuvo la victoria en la Maratón de Londres de 2022.

## Palmarés internacional
| Campeonato Mundial | Campeonato Mundial | Campeonato Mundial | Campeonato Mundial |
| Año                | Lugar              | Medalla            | Prueba             |
| ------------------ | ------------------ | ------------------ | ------------------ |
| 2019               | Doha (Catar)       | Medalla de bronce  | Maratón            |